# Aldo Rossi

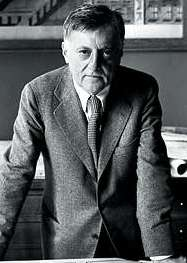
Aldo Rossi

Aldo Rossi (* 3. Mai 1931 in Mailand; † 4. September 1997 ebenda) gilt als einer der richtungsweisenden Architekten und Designer des 20. Jahrhunderts.

## Biografie

### Schulbildung
Rossi war der Sohn von Ettore und Angela Mantovani und hatte einen Bruder, Edoardo, mit dem er kriegsbedingt 1942 an den Comer See zog. Dort besuchte er die Untere Mittelschule des Erzbischöflichen Kollegiums Alessandro Volta in Lecco. 1944 kehrte er nach Mailand zurück, beendete die Mittelschule und fünf Jahre später erhielt er die Reife am Staatlichen Wissenschaftliches Gymnasium Leonardo da Vinci. Die Schule war, anstelle eines kriegszerstörten städtischen Waisenhauses (ein ehemaliges Benediktinerkloster), Ende 1945 neben der ebenfalls zerstörten Kirche San Pietro in Gessate an der Porta Vittoria eingerichtet worden war.

### Erste Schritte als Architekt und Designer
1949 schrieb sich Rossi an der Fakultät für Architektur am Polytechnikum Mailand ein. In diesen Jahren wurde er Mitglied in der Kommunistischen Partei Italiens und schrieb einige Artikel über Architektur und Industriedesign für die Zeitung „Voce Communista“. 1951 nahm er an einer von der Partei organisierten Reise nach Moskau teil. 1956 begann er eine Ausbildung zum Designer als Assistent in den Studios von Ignazio Gardella und Marco Zanuso. Ein Studienentwurf für ein Bürogebäude neben der Ca´ Granda in Mailand aus dem Jahr 1956 zeigt Rossis Bestreben, die neue Architektur mit der geschichtsträchtigen alten in Relation zu setzen. 1959 schloss er sein Studium bei Piero Portaluppi als Betreuer 1959 mit einer Abschlussarbeit über den Entwurf eines Theaters und eines Kulturzentrums in Mailand ab.
Bereits 1954 arbeitete er (auf Einladung seines Dozenten Ernesto Nathan Rogers) bei der Architekturzeitschrift Casabella Continuità; zunächst in Form von redaktionellen Beiträgen, später – von 1959 bis 1964 – als festangestellter Redakteur. Aus dieser Zeit stammen Rossis Beiträge über „J.J. Oud“ (1954), „Un monumento ai partigiani“ (1955), „Adolf Loos, 1870–1933“ (1959) und eine – wie sich später zeigen wird – für Rossis Theoriebildung bedeutsame Sammelrezension: „Emil Kaufmann e l’architettura dell’illuminismo“ (1959). Mit der Veröffentlichung „Il concetto di tradizione nell’architettura neoclassica milanese“ (in: Società, XII, Nr. 3: S. 474–93, Turin 1956) belegt er sein Interesse an der historischen Entwurfsthematik und der Artikel: „Un giovane architetto Tedesco: Oswald Mathias Ungers“ (1960) gibt seine Wahlverwandtschaft zum deutschen Rationalisten Oswald Mathias Ungers wieder. Ebenfalls zu der Zeit bei Casabella tätig waren Giorgio Grassi und Francesco Tentori. Gegen Ende der 1950er Jahre stellte sich Rossi auf die Seite derjenigen, die eine kritische Revision der dogmatischen Prinzipien der Moderne forderten; Rossi zählte in dieser Zeit zu der Gruppe der Schüler von Rogers, die das „Experiment“ des „Neoliberty“ mitmachten, einem Rückgriff auf die italienische Spielart des Jugendstils, des Stile Liberty zu Beginn des 20. Jahrhunderts.

### Wegfindung und theoretische Auseinandersetzung

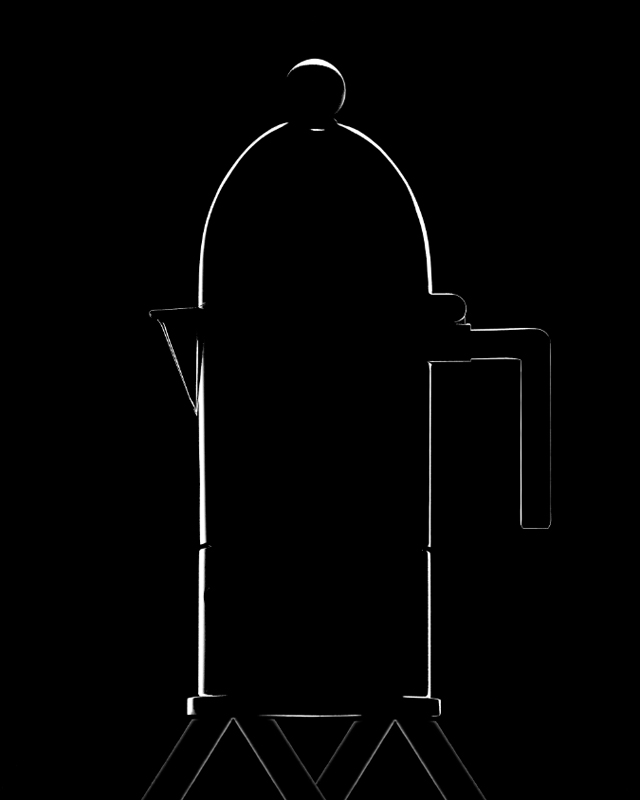
Aldo Rossi La Cupola Espresso Machine produced by Alessi

Doch Rossi betonte in dieser Zeit, dass sein Interesse nicht in erster Linie architektonischer Natur sei. Erst zu Beginn der 1960er Jahre, nach dem Entwurf für die Via Farini in Mailand (1960) und dem Bau der an Adolf Loos erinnernde Villa ai Ronchi in Versilia (1960 mit Leonardo Ferrari), begann Rossis eigentlicher Architekten-Weg mit der Gründung des „Studio di Architettura“ (SDA) und der Zusammenarbeit mit Luca Meda und Gianugo Polesello. Aus dieser Zeit stammen die Wettbewerbsentwürfe Centro direzionale di Torino (1962) mit dem Titel „Locomotiva 2“ und für das nicht realisierte Monumento della Resistance in Cuneo (1962), welches gemeinhin als Rossi’s erstes Werk betrachtet wird. Es folgte das Projekt für den Rathausplatzes mit Partisanendenkmal in Segrate bei Mailand aus dem Jahr 1965. Sämtliche elementaren Entwurfsmaximen, die Bedeutung des typologischen, formalen und metaphysischen Aspekts in Rossis Architektur lassen sich auf diese ersten Entwürfe zurückführen.
Zwischen 1963 und 1965, zeitgleich zu seinen ersten Realisierungen, war Rossi zudem als Assistent bei Ludovico Quaroni an der Schule für Stadtplanung (Scuola Urbanistica) in Arezzo und als Ordentlicher Assistent bei Carlo Aymonino an der Fakultät für Architektur und Stadtplanung der Università Iuav di Venezia (IUAV) beschäftigt. Parallel zu seiner Tätigkeit als Privatdozent an der IUAV, entwickelte er die Fundamente seiner Architettura Razionale, die in enger Verbindung mit den rationalistischen Architekturtheorien der Renaissance, des aufgeklärten Klassizismus und insbesondere dem Razionalismo aus den 1920er Jahren zu betrachten ist. Er war außerdem in dieser Zeit maßgeblich an der Entwicklung des Stadtbezirks Breiðholt der isländischen Hauptstadt Reykjavík beteiligt.
Gemeinsam mit Luca Meda übernahm er 1964 die Planung für die XIII. Triennale in Mailand. Ab 1966 war er Lehrbeauftragter und ab 1970 Dozent an der Polytechnischen Hochschule Mailand. Diese Position musste er jedoch aus politischen Gründen 1971 aufgeben, Grund der Entlassung war seine „Solidarisierung mit den streikenden Studierenden gewesen.“
Von rationalen, klassizistischen und monumentalen Stilen ausgehend, fand Rossi als junger Architekt zu einer reduzierten, klaren Formensprache. Licht und Schatten bildeten ein herausragendes Element seiner Gestaltung, wie das auf seinen Skizzen für das Partisanendenkmal in Segrate (1965) deutlich zu erkennen ist. Diese Haltung manifestiert sich in der Zusammenarbeit mit Giorgio Grassi bei Wohnungsbauprojekten in Neapel, (1965), San Rocco in Monza, (1966) und der Mittelschule Caprin im Stadtteil San Sabba in Triest (1968–1972).
Von einer kongenialen Auffassung zeugt diese Schule, das einzige gebaute Projekt von Rossi und Grassi (mit Renzo Agosto und Francesco Tentori) und das visuelle Echo von „San Rocco“, das 1976, zehn Jahre später, als ein Element in Rossis berühmter Collage „La Citta Analoga“ (mit E. Consolascio, B. Reichlin und F. Reinhart) auftaucht, die in der 37. Architekturbiennale Venedig (Kurator: Vittorio Gregotti) ausgestellt wurde.(Collage abgebildet in:) Das war kein Zufall, denn: "Für Rossi ist die Stadt ein unvollendetes und teilweise erodiertes Fresko, auf dessen Oberfläche man jedoch immer noch die Ablagerungen lesen kann, neben den sichtbaren Figuren der errichteten Gebäude und den tiefsten Spuren, die in nie realisierten Projekten aufbewahrt werden." (Kommentar von Fulvio Irace in Espazium, 2021)
Rossi veröffentlichte 1966 seine Überlegungen zur modernen Architektur in dem Buch L'architettura della città (Die Architektur der Stadt). Das Buch lenkte den Blick auf die traditionelle europäische Stadt. Er kritisiert darin das modernistische Dogma, wonach die Form aus der Funktion erwachse. Vielmehr sei historisch belegt, dass formal prägnante Monumente sich vielfältigen Nutzungen anpassen könnten. Städtebau solle nicht voraussetzungslose Totalplanung sein, sondern historisch-kritisch die überkommenen Stadtstrukturen weiterentwickeln.

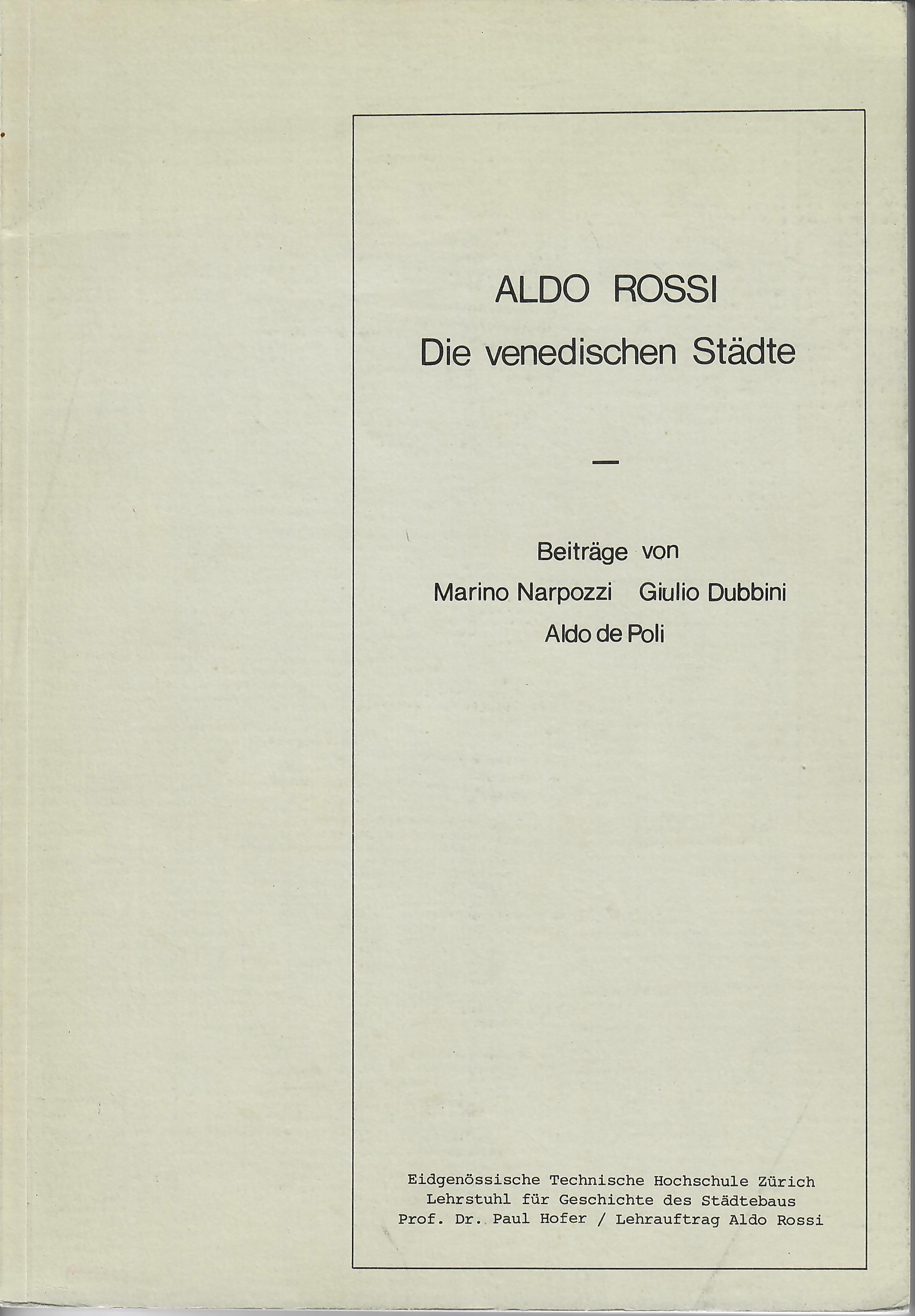
Aldo Rossi, ETH Zürich, 1978

"Das Jahr 1971 war ein Moment des Übergangs im akademischen Leben von Rossi: Er wurde zusammen mit anderen Mitgliedern (Franco Albini, Paolo Portoghesi, u. a.) des Fakultätsrats des Polytechnischen Instituts durch eine vom Bildungsminister unterzeichnete Anordnung (wegen „schwerwiegender Versäumnisse in ihren Pflichten als Professor“, die sich auf nicht autorisierte didaktische Experimente bezogen) vom Unterricht suspendiert. 1974 wurde wiedereingegliedert, entschloss sich dann aber nicht mehr an die Universität zurückzukehren."
Von 1972 bis 1974 war Rossi Gastdozent und von 1976 bis 1978 Lehrbeauftragter an der ETH Zürich. Assistenten waren u. a. die Tessiner Architekten Fabio Reinhart und Bruno Reichlin (die den Kontakt zur ETH hergestellt hatten) sowie Heinrich Helfenstein. In dieser Zeit spielt Rossi eine entscheidende Rolle „in der europäischen Architekturdebatte vom Gesellschafts- zum Kulturprojekt“ und war damit auch für die „Neu-Ausrichtung“ der Architekturlehre an der ETH verantwortlich. „Dieser Kurswechsel wurde durch einen äußerst geschickten Coup des damaligen Präsidenten der ETH Zürich, Hans H. Hauri besiegelt“. Auf den „Soziologismus“, vertreten durch den Berliner Architekten Jörn Janssen, folgte Aldo Rossi mit seiner „Autonomen Architektur“. Dieser Wechsel fiel umso leichter, da Rossi die Problematik der Verbindung von architektonischen Formfragen mit ihrer sozialen Bestimmung seit seinem Artikel über Emil Kaufmann in Casabella-continuità, No. 222 von 1958 beschäftigte und weiterentwickelt hatte. Hier, in einem Kontext, der ihm eine zunehmend entscheidende Rolle in der theoretischen und operativen internationalen Architekturdebatte gab, hatte Rossi die Möglichkeit die Forschung, die er in Mailand begonnen hatte fortzuführen. Die Frage des Verhältnisses zwischen Typologie und Morphologie, die Rolle der Analyse als Projektinstrument, die Beziehung zu Geschichte und Referenzen, Rationalismus und Realismus waren die Themen. Er konzentrierte seine Lehrtätigkeit und fand sein eigenes Forschungsobjekt in der Interpretation der Stadt. Wie sich später zeigt, war die Zeit an der ETH Zürich von großer Bedeutung.
Ab 1972 (bis 1986) arbeitete Aldo Rossi mit Gianni Braghieri zusammen.

### Von nationaler zu internationaler Bekanntheit

Wohnblock Gallaratese in Mailand, 1968–1973

Grundschule in Fagnano Olona, 1972–1976

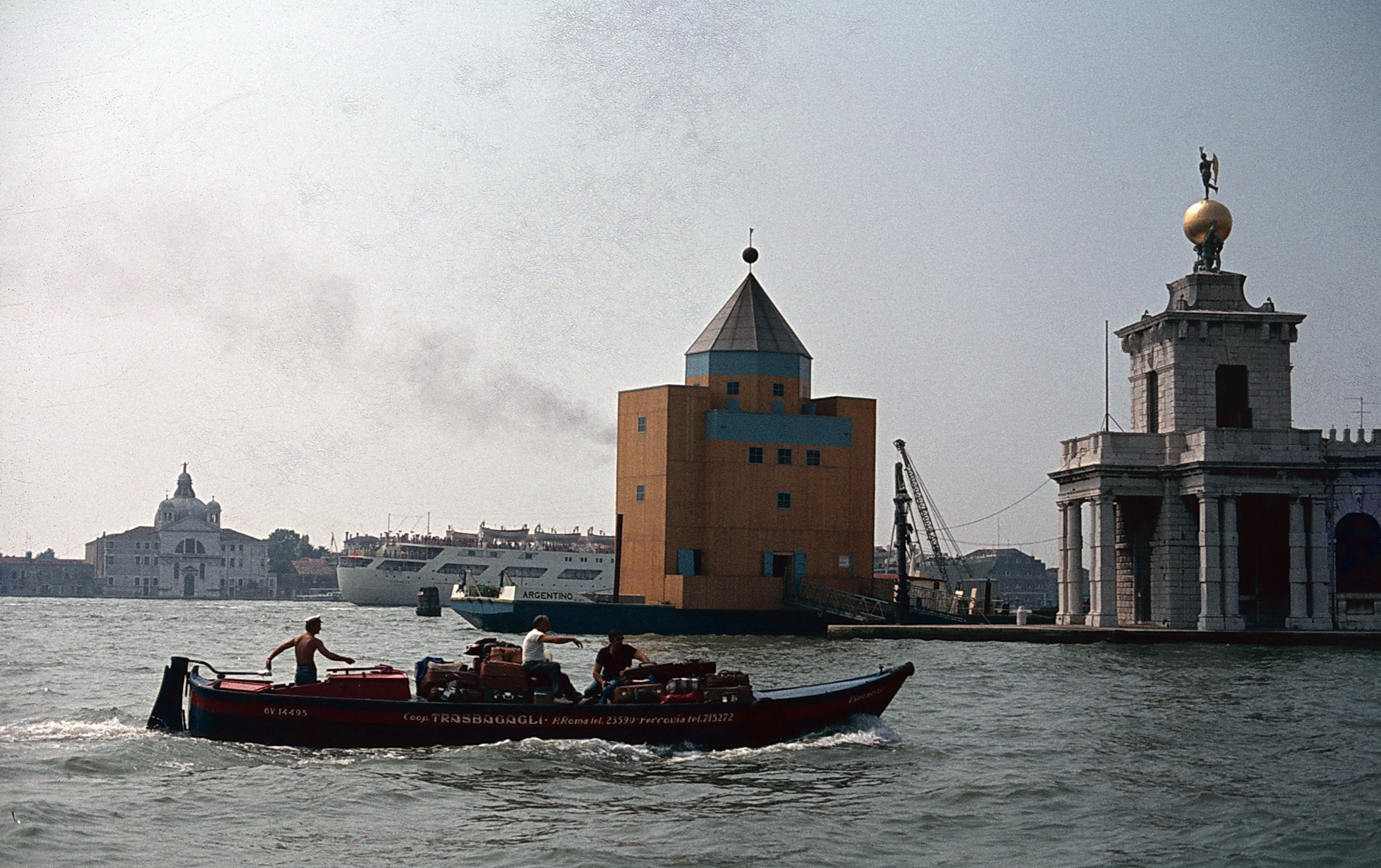
Das Teatro del Mondo an der Punta della Dogana, Venedig, Architekturbiennale 1980

Im Jahr 1973 formulierte Rossi schließlich den für ihn wesentlichen Begriff der Architettura Razionale im Rahmen der XV. Triennale in Mailand. Er setzte die Architettura Razionale direkt mit der Situation des Razionalismo der 1920er Jahre in Bezug, weil für ihn „die Probleme, die sich damals stellten, auch die Probleme von heute sind […]“. Neu ist jedoch, dass sich Rossis Architektur dezidiert als Autonome Architektur versteht, die zwar die Stadt als historischen Ort begreift, im Unterschied zu den 1920er Jahren jedoch soziale oder politische Fragen weitestgehend ausblendet.
Mit der Vorstellung der Architettura Razionale fand Rossis erste Schaffensphase gleichsam ihren Höhepunkt und ihren Abschluss. Sein architektonisches Vokabular hatte sich 1973 bereits verfestigt: Seine charakteristische, auf wenige geometrische Grundformen reduzierte Sprache, die daraus abgeleitete Entwicklung von archetypischen Elementen, die Rossi in seine Untersuchungen zur Typologie der Stadt einband, haben bereits zu diesem Zeitpunkt eine beispielhafte Umsetzung in gebaute Architektur erfahren.
Signifikanteste Beispiele hierfür sind die 1969–1973 erbaute Wohnzeile im Quartiere Gallaratese 2 in Mailand, der Friedhof San Cataldo in Modena (ab 1971), das Rathaus in Muggiò (1972) oder die Grundschule in Fagnano Olona. (1972–1976) Auch der für Rossis Entwurfstheorie wichtige Begriff der Analogen Architektur (La città analoga, 1976) geht bis auf das Jahr 1969 zurück und ist mit dieser ersten Phase verklammert.
Rossis zentrales Anliegen war – wie in L'architettura della città formuliert – das Herausstellen der Beziehung zwischen der Einmaligkeit der Form und der Vielfältigkeit der Funktionen: Während für ihn die Form eine dauerhafte Konstante bildete, ist die Funktion wechselnd und vergänglich. „Der Rationalist“, so Rossi, „möchte die größtmögliche Fähigkeit zur Anpassung des Gebäudes an eine Vielfalt von Bedürfnissen.“
Zwischen 1973 und 1980 gelang es Rossi in seiner zweiten Schaffensphase, sich vor allem auf nationaler Ebene zu positionieren. In dieser Zeit folgten – häufig in Zusammenarbeit mit Gianni Braghieri – mehrere herausragende Arbeiten, wie etwa der Wettbewerbsentwurf für den Sitz der Regionalverwaltung in Triest (1974), die Mittelschule in Broni (1979–1980) und insbesondere das schwimmende Teatro del Mondo für die Theater- und Architekturbiennale 1980 in Venedig. Ganz wesentlich für seine weitere Entwicklung und die Wahrnehmung seiner theoretischen und praktischen Tätigkeit waren seine Aufenthalte von 1976 bis 1979 in den USA. 1976 folgte er einer Einladung des Institute for Architecture and Urban Studies (IAUS) in New York. Seine Arbeiten erschienen in Ausstellungen und Konferenzen an verschiedenen Institutionen, wie der Cornell University, der Cooper Union of New York und der University of California in Los Angeles. Anfang 1977 vertrat er als "Visiting Critic" Oswald Mathias Ungers an der Cornell University School of Architecture in Ithaca (NY) und war, neben Gregotti, Hejduk, Hollein, Kollhaas, Meier, Stirling, Scolari und anderen, Teilnehmer der von O.M. Ungers konzipierten 1. Berliner Sommerakademie.
1980 begann Rossis Zusammenarbeit mit der Firma Alessi in Crusinallo (Omegna), für die er zahlreiche Objekte, u. a. die Kaffeekanne Rossicaffè (1984), den Wasserkessel Il Conico (1986) und die Espressomaschine La Cupola (1990) entwarf.
Bereits ein Jahr später erscheint als Ausgleich zu seinem ersten Buch „Die Architektur der Stadt“ die „Wissenschaftliche Selbstbiographie“, eine Sammlung von Schriften seit den frühen 1970er Jahren, die mit Hilfe von Psychologie und Psychoanalyse eine Mythologie der Vernunft einführt, die in der Lage ist, dem rationalen Inhalt eine sinnliche Form und eine phantasievoll-poetische Kraft zu verleihen: „Deshalb glaube ich (…), dass das Einzige, was möglich ist, die Addition von Logik und Biographie ist.“

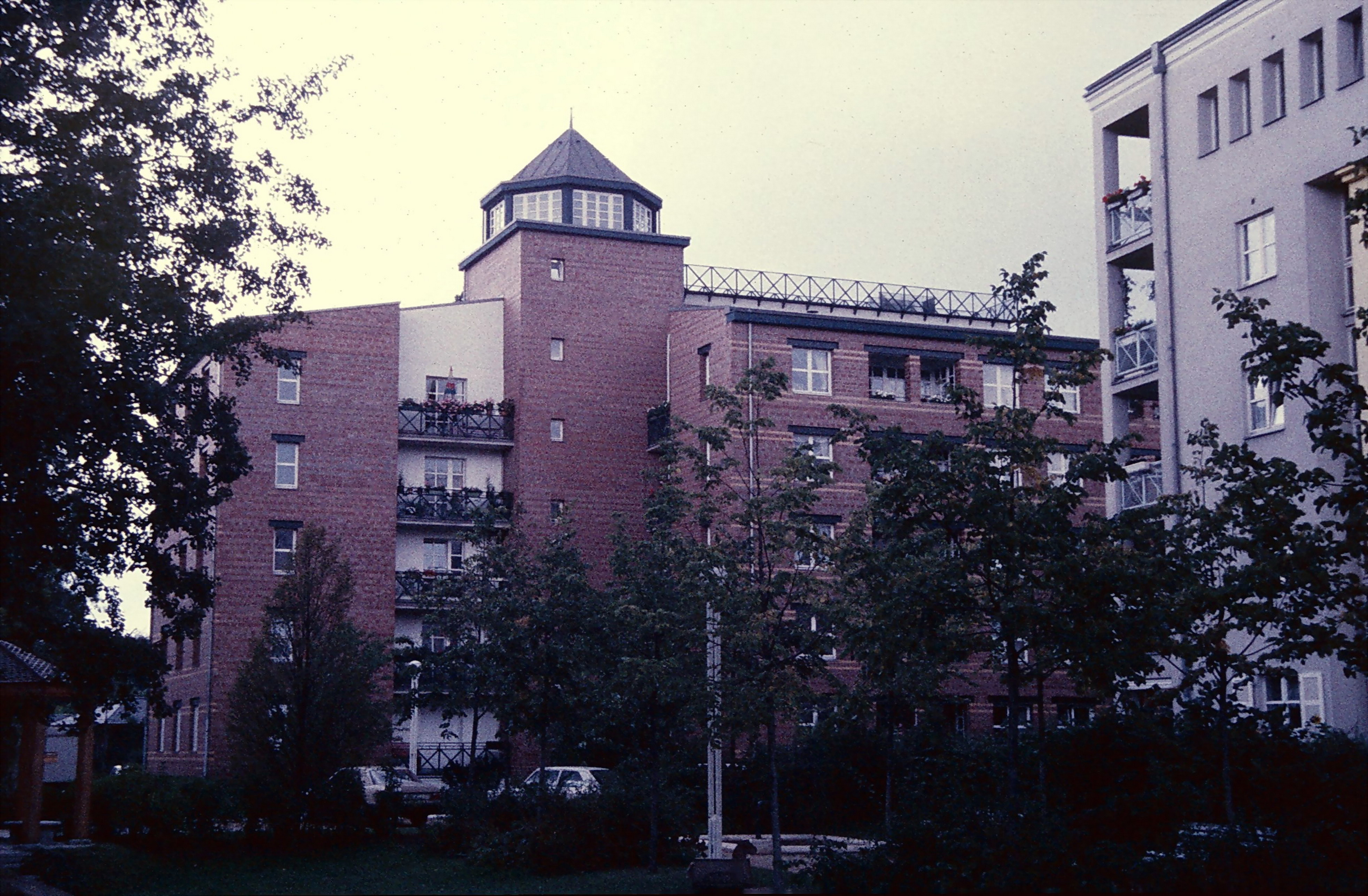
Stadtvilla Rauchstraße, Berlin 1983–1985

1983 entstand, nach der Teilnahme an Wettbewerben in Karlsruhe („Badische Landesbibliothek“, 1979) und Berlin („Bauliche Einfassung des Verbindungskanals“, 1976, „Wohnen und Arbeiten in der Südlichen Friedrichstadt“, 1980/81), Rossis erstes realisiertes Projekt außerhalb Italiens in der Rauchstraße, auf der nördlichen Seite zwischen Drakestraße und Stülerstraße in Berlin. Es war das sogenannte Haus 1, eine Stadtvilla innerhalb eines Ensembles von Stadtvillen im Rahmen der IBA 1984–1987, gefolgt vom Wohngebäude im Forellenweg in Salzburg. 1987 bis 1988 erlangte Rossi durch das vielbeachtete Wohn- und Geschäftshaus an der Wilhelmstraße in Berlin-Friedrichstadt im Rahmen der Internationalen Bauausstellung IBA in Berlin weitaus größere Bekanntheit. Auch das Verwaltungsgebäude Fontivegge in Perugia (1982–1988) und das Teatro Carlo Felice in Genua (1982–1990) wurden, obwohl sie zu den nationalen Projekten zählen, sehr viel stärker wahrgenommen.
Im Jahr 1983 leitete Rossi die 1. Architektur-Biennale in Venedig. Mit Umberto Barbieri gründete er 1987 ein gemeinsames Büro in Den Haag. 1988 wurde er Ehrenmitglied des American Institute of Architects.

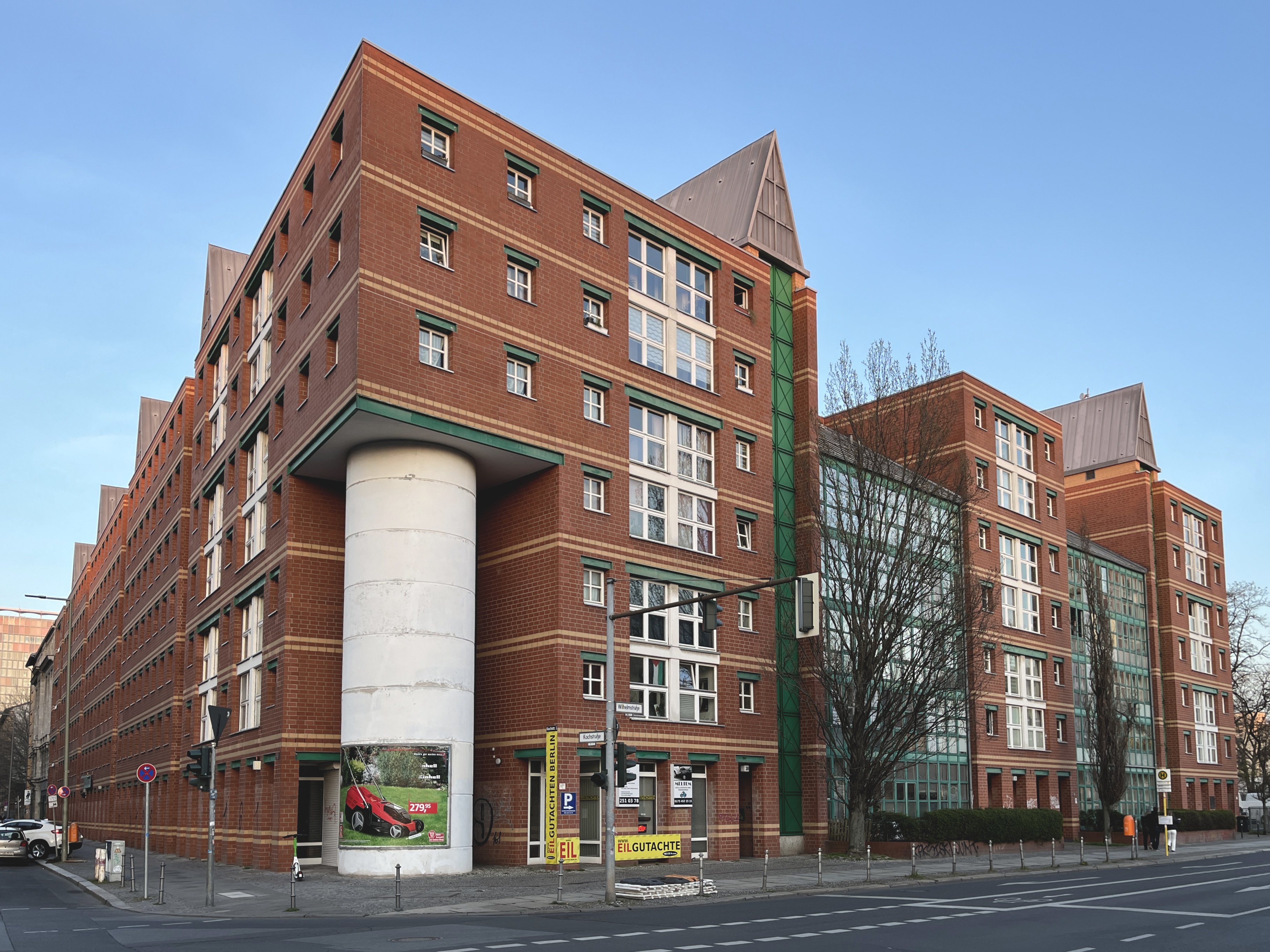
Wohn- und Geschäftshaus Kochstraße/Wilhelmstraße, Berlin, 1987–1988

Während Rossi in der ersten Hälfte der 1980er Jahre vor allem noch Projekte im europäischen Ausland (Schweiz, Niederlande, Deutschland) errichtete, ist die zweite Hälfte der 1980er Jahre bereits geprägt von ersten außereuropäischen Realisierungen, wie etwa der Architekturschule der Universität Miami (1986–1992) oder dem Hotelgebäude in Fukuoka (Japan) (1987–1989). Rossis Popularität, die nun auf einer Vielzahl nationaler und internationaler Projekte basierte, hatte damit ein absolutes Maximum erreicht. Seine theoretisch formulierte Architettura della Città hat mit diesen prominenten Gebäuden eine konkrete bauliche Umsetzung erfahren.
Im Jahr 1987 war er mit dem Entwurf Ein Museum für Marburg Teilnehmer der Documenta 8 in Kassel.

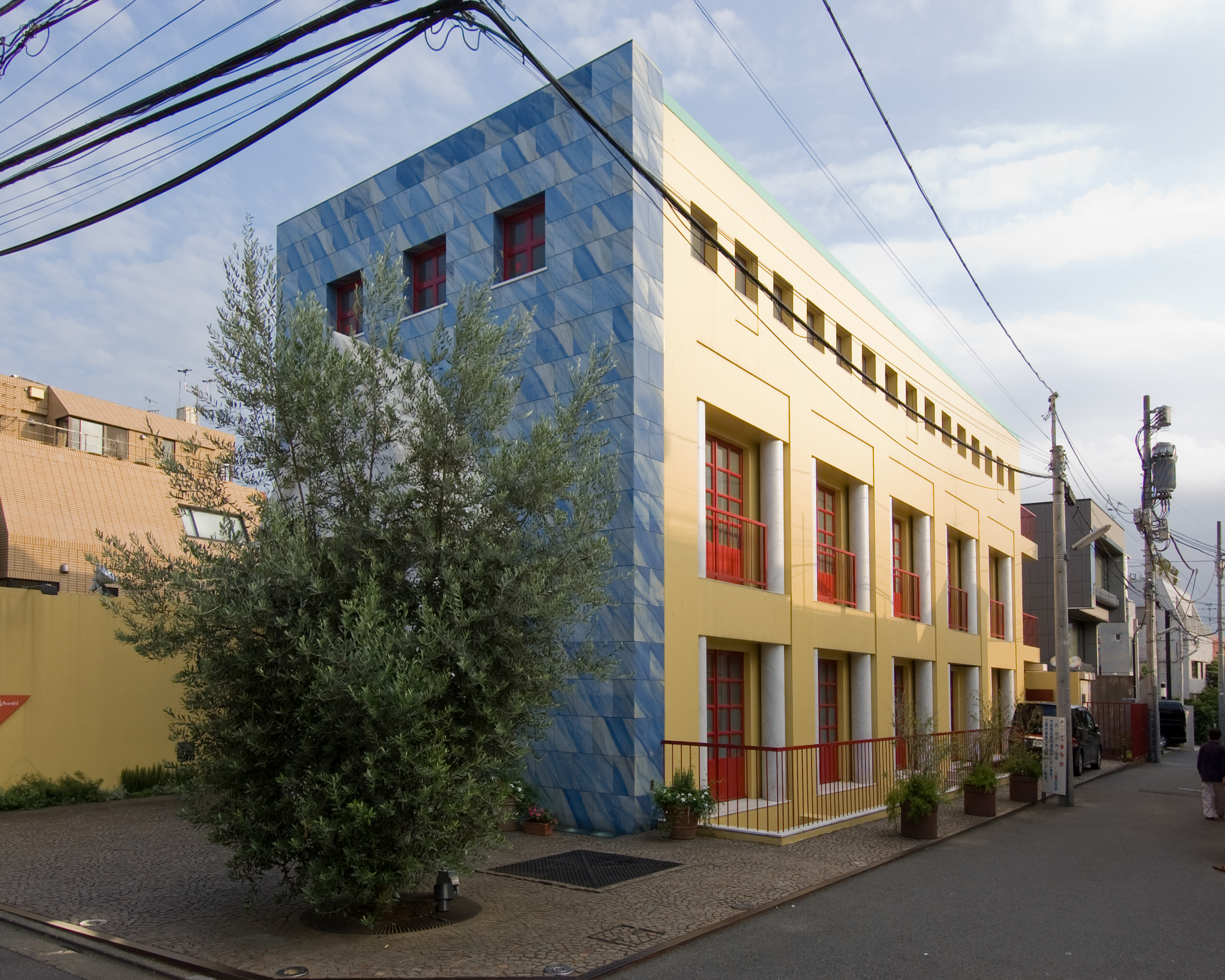
Ambiente Schauraum (Jasmac Aoyama), Aoyama Tokio Japan, 1991.

### Spätwerk

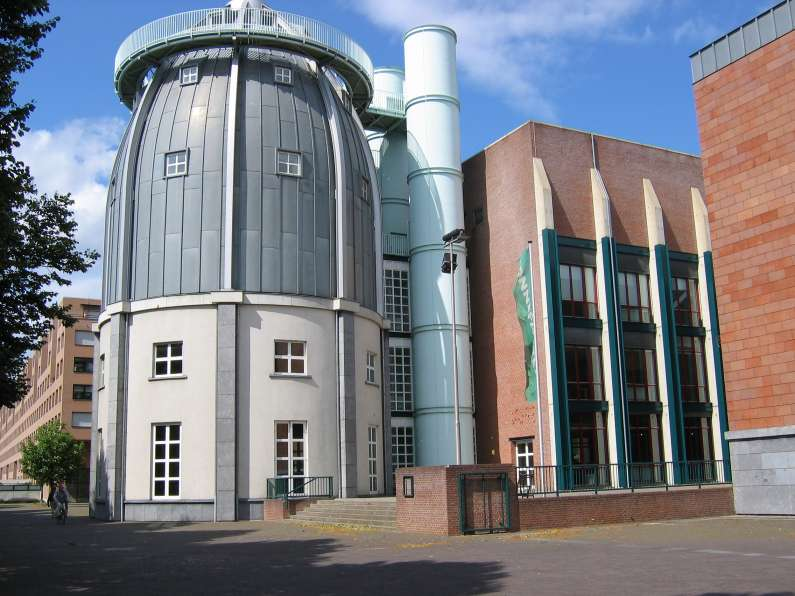
Bonnefantenmuseum 1992–1995

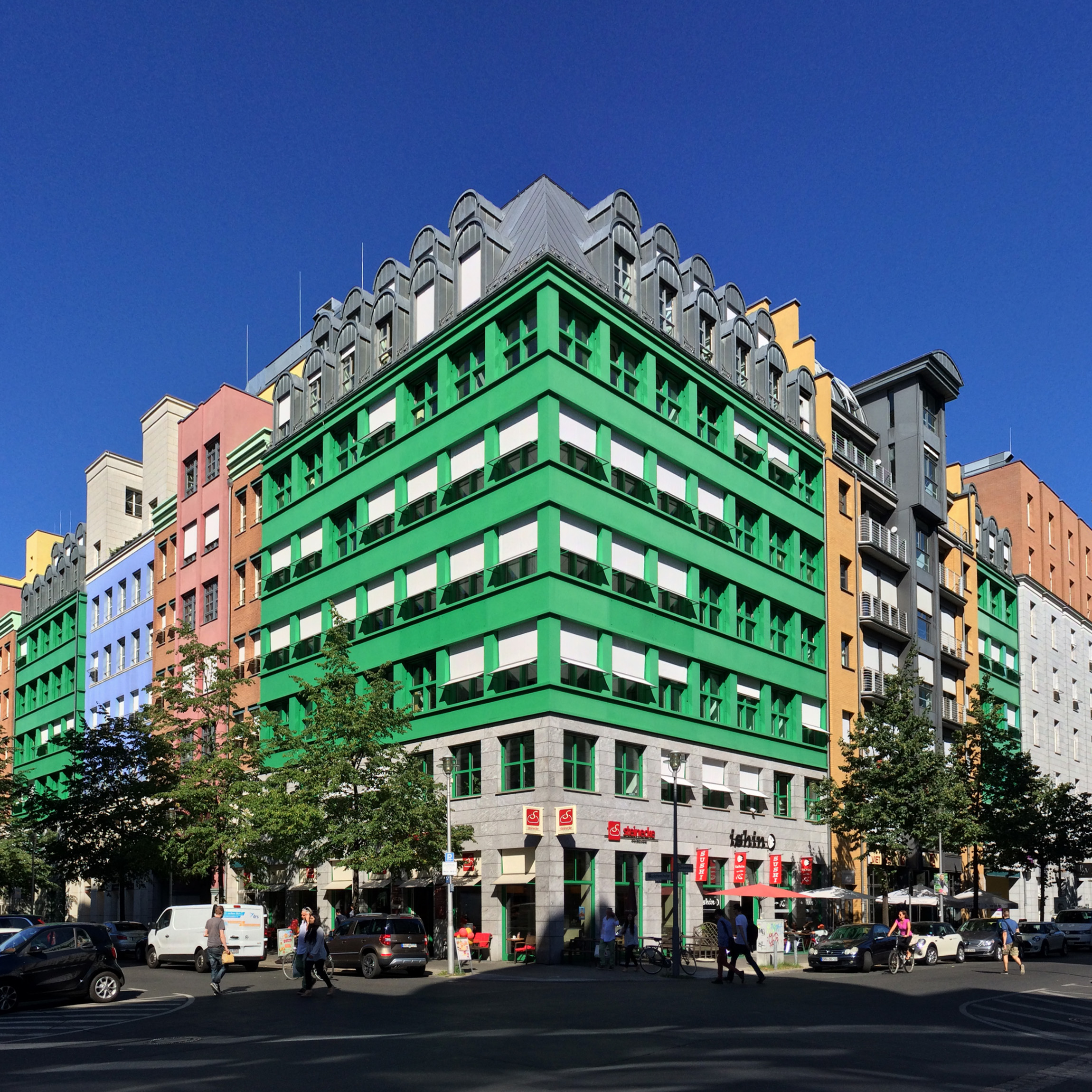
Quartier Schützenstraße, Berlin (1994–1997)

Mit zahlreichen Bauaufträgen beschäftigt, wechselte Rossi an der Schnittstelle zu den 1980er Jahren mit dem Zentralbau des Teatro del Mondo von einer vornehmlich theoretischen Auseinandersetzung zu einer praktischen Auseinandersetzung mit Architektur. Die für ihn bis dahin sehr wichtige theoretische Untersuchung von Architektur verlor zunehmend an Bedeutung. Gleichzeitig beginnt Rossi wieder verstärkt im Bereich des Gebrauchsdesigns mit den Firmen Alessi und Molteni zusammenzuarbeiten.
Bis gegen Ende der 1980er Jahre hatte die anfängliche Strenge und Kühle der frühen Entwürfe Rossis deutlich nachgelassen. Zwar bleiben die geschichtlichen Versatzstücke beim Umbau des ehemaligen Schlachthausgeländes (Entwurf 1988) in Den Haag erkennbar, wie die kreuzförmige Markthalle als Echo der Galleria Vittorio Emanuele II und die Verwendung der spitzen Doppeltürme des Santo in Padua, zur selben Zeit signalisiert aber die farbige Verspieltheit und die Anmutung „möbelartiger“ Architekturen, wie im Fall der Villa Alessi (Entwurf 1989) in Verbania am Lago Maggiore, deren rote Säulenfassade im Modell dann zeitgleich beim Hotel Il Palazzo in Fukuoka in Japan auftaucht, weniger die Suche nach Ortsbezogenheit, als das Durchdeklinieren der eigenen Typologie. Damit wurde Rossi, je nach Blickwinkel, in die Nähe der Architekten der Postmoderne gebracht. „Aldo Rossi hat, wie viele aus seiner Generation, der Architekturmoderne vorgeworfen, sie negiere die Geschichte. Das alleine reichte schon, um ihn als Vertreter der Postmoderne einzustufen...Die Analyse von Rossis Schriften lässt jedenfalls nicht den Schluss zu, dass es ihm um ein „postmodernes“ geschichtstheoretisches Modell in der Architektur und im Städtebau ging. Vielmehr zeigt sie, dass das überzeugte Mitglied der Kommunistischen Partei Italiens sich aus ganz unterschiedlichen und teils widersprüchlichen Quellen theoretisch beeinflussen ließ. Dazu gehörte auch die Auffassung, die Moderne fortzuführen.“ Rossi selbst sagt hingegen im Interview: “I cannot be Postmodern, as I have never been Modern.” Rossi zeigt mit dem nicht gebauten 1. Preis zum Deutschen Historischen Museum in Berlin, dass es nicht um die Neubelebung historischer Stile geht, sondern allein um den Einsatz typologischer Elemente, welche der Stadt Struktur verleihen: „Ja, für mich begann die Übersetzung des Realismus in der Architektur mit dem Studium der Typologie. Eine Typologie spiegelt die reale Lebensweise eines Volkes oder einer Nation wider.“ (Interview mit Christian Narkiewicz-Laine). Besonders das Modell für das Deutsche Historisches Museum lässt mit der Rotunde (Fagnano Olona), dem Arkadengang (Gallaratese), den Reihenhäusern (Chieti) und wieder mit der kreuzförmigen Galleria die Nähe zu Rossis frühen Entwürfen erkennen. Rossis Bestreben im damaligen Berliner Niemandsland an der Spree „Stadt zu erzeugen“, zeigt sich im „Auszug aus dem Erläuterungsbericht des Architekten“ zum 1. Preis: „Diese Hallen stellen... das Hauptgebäude dar, das dann in kleinere Teile gegliedert ist. Architektonisch stellt es sich dar wie eine Kathedrale oder eine von Apsiden oder angefügten Konstruktionen unterteilter riesiger Hangar. So bietet es - als Ganzes gesehen - eine längs der Spree verlaufende durchgehende Fassade wie ein großes Dock, während die zur Stadt weisende Fassade aus einer Reihe nebeneinanderliegender Konstruktionen besteht, wie in der mittelalterlichen Stadt, die jene vielgestaltigen, analytischen aber auch analogen Räume der Geschichte der deutschen Stadt herausstreichen.“
Im Jahr 1990 erhielt Rossi den Pritzker-Preis für Architektur.
In den Jahren 1990 bis 1993 fanden in Paris, Berlin, Gent und Amsterdam große Rossi-Ausstellungen statt.
In den 1990er Jahren vollzog sich eine weitere Wandlung der Architektur Aldo Rossis. Während in den Jahren zuvor die realisierten Projekte noch mit der Programmatik seiner Architettura Razionale in Einklang zu bringen waren, traf dies auf seine letzten Großprojekte kaum mehr zu. Die Möglichkeit des Autonomen dieser Architektur wurde allein durch deren Größe als kompletter städtischer Block in Frage gestellt. Rossis Collagierung in signalhaften Farbtönen wirkte wie das Reproduzieren seiner Architekturen. Beispielhaft hierfür stehen das UNY Shopping Center in Nagoya (Japan, 1989–1993), der Walt-Disney-Komplex in Orlando (1991–1995) oder die Bürogebäude in der Berliner Schützenstraße (1994–1997). Darin ist eine Wandlung der „Analogien des Ortes“ zu einem internationalistischen Strukturalismus zu sehen, in dem ähnliche Lösungen in vergleichbaren Situationen immer ähnlicher werdenden Städte global funktionieren. In dieser Tendenz zur Austauschbarkeit seiner Entwürfe ist es Rossi gelungen, seine Typologie mit einer weltweiten Akzeptanz zusammenzuführen – seine aus Archetypen entwickelten Gebäude funktionieren als Hülle für unterschiedlichste Nutzungen im selben Kontext unabhängig vom Ort, deutlich zu erkennen am Technologiepark in Verbania am Lago Maggiore. Axial, inmitten einer abstrakten Nutzungsstruktur erhebt sich im Zentrum eine Art Dienstleistungs-Festung mit Uhrturm, deren gestapelte Massivität durch gelbe Stahlträger aufgelöst wird. Die Skizzen zeigen Rossis Bestreben die großflächige, rein funktionalistische, Struktur typologisch mit einem Zentrum aufzuwerten, um eine Stadt zu konstruieren, wo es keine gab.
1996 wurde er als Ehrenmitglied in die American Academy of Arts and Letters gewählt.

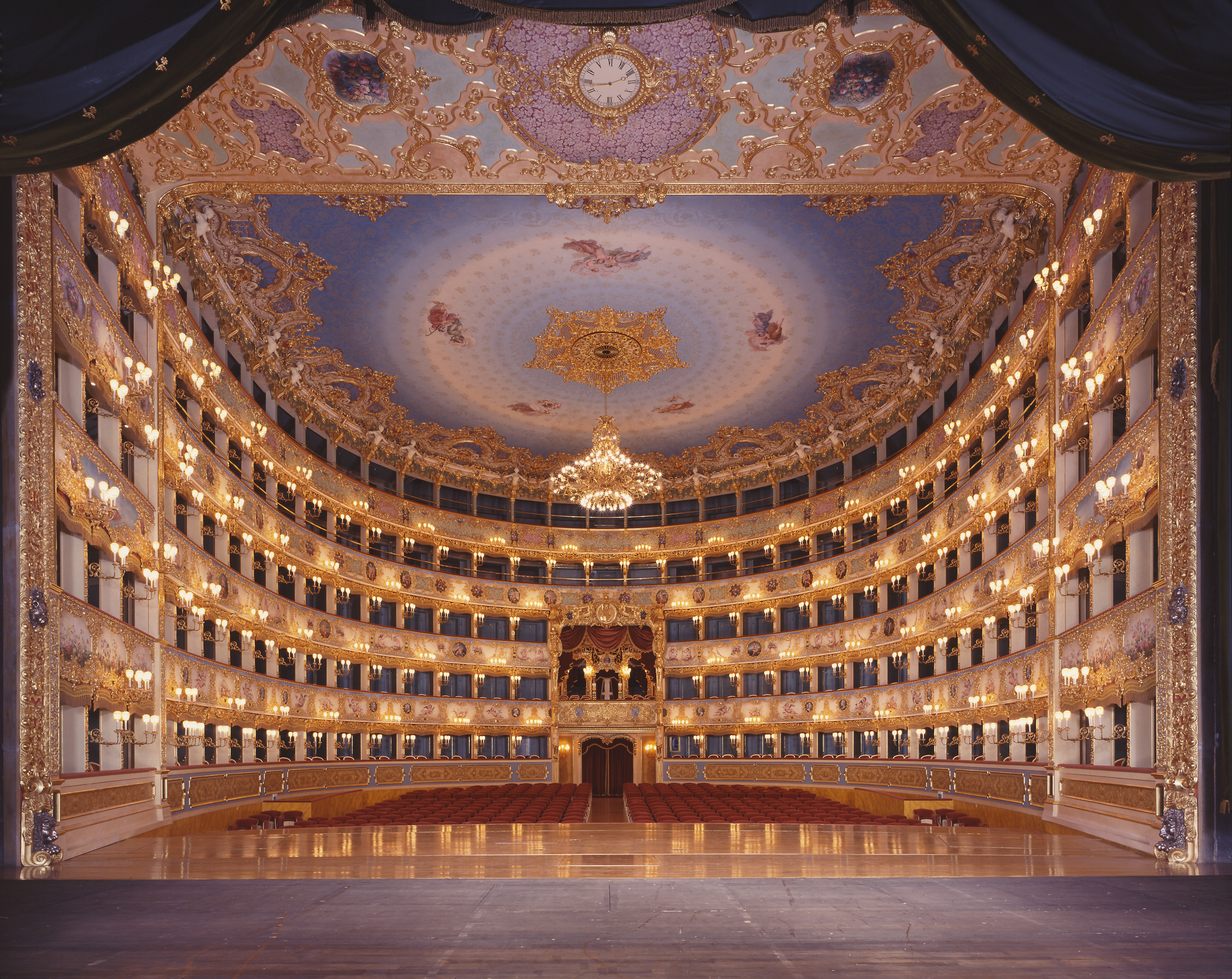
La Fenice Opera, Blick von der Bühne

Am 4. September 1997 starb Aldo Rossi in Mailand an den Folgen eines Verkehrsunfalls am Lago Maggiore. Eine tragische Wiederholung, denn sein erster Autounfall mit schweren Verletzungen ereilte Rossi in Kroatien zu der Zeit, als er den berühmten Friedhof von Modena, als „Stadt des Todes“ entwarf. Sein letztes großes Projekt, der Wiederaufbau des am 29. Januar 1996 abgebrannten Theaters La Fenice in Venedig, wurde von seinen Büromitarbeitern, dem Nachfolgebüro „Arassociati“, bis zum März 2002 zu Ende geführt (Gründungsarbeiten bis November 2003). Wie kaum ein anderes Projekt des Architekten manifestiert der getreue Umgang mit den originalen Plänen des Theaters und die behutsame Schöpfung räumlicher und technischer Ergänzungen Rossis ungebrochene außergewöhnliche Sensibilität für das gebaute Erbe und die Identität des Orts.
Mit dem Entwurf zu diesem Spätwerk, das nach dem Wiederaufbau im Jahr 2003 (Konzert) und 2004 (Oper) eröffnet wurde, endet gleichsam Aldo Rossis Auseinandersetzung mit dem Theater als Ort der Imagination und als Abbild der Stadt. Sie begann 1968 beim Teatro Paganini an der Piazza della Pilotta in Parma – „Ich entwarf Zylinder und Säulen, Linie und Punkt und errichtete einen dreieckigen Gang über die Stadt und mehrere Arkaden. Auf diese Weise wollte ich eine urbane Architektur schaffen, um dem Theater einen öffentlichen Charakter zu verleihen“ – und verlief über 15 Stationen in seinem Leben, über das Teatrino Scientifico, 1978, das Teatro Carlo Felice in Genua (1983–89) und dem Wettbewerbsentwurf für das Theater in Frankfurt/Oder (1994). Die Beschreibung zu diesem Projekt lautet: „Das Bild ist mit den großen Architekturen Nordeuropas verbunden, denn das Theater ist das Gebäude, das noch immer die Kultur eines Landes repräsentieren und gleichzeitig nicht nur eine topographische Referenz der Stadt sein kann. Das neue Theater kann zum Wahrzeichen und Image der Stadt werden.“ Hier zeigt sich, dass Rossi mit seinen baulichen Archetypen und ihren Architekturelementen, ähnlich wie Giorgio de Chirico in seinen frühen Werken (bis 1918) der Pittura metafisica, bestrebt ist, die Erinnerung an die Einheit von Stadt und Gebäude aufrechtzuerhalten. Aber: Die ursprüngliche Erinnerung ist nun verloren gegangen und wurde durch eine zweite Bedeutung ersetzt, die im Verschwinden der Erinnerung liegt, die der Konstrukteur behauptet hatte, in diesem Stein zu verewigen. Seine Melancholie liegt in der Tatsache, dass es zu einem Denkmal von verlorener Bedeutung geworden ist. (De Chirico übersetzt aus: „Rossi, de Chirico, and the Metaphysics of the Italian City“.)
Vermutlich zeigt kein Projekt diesen Versuch, die verlorene Bedeutung wiederzuerlangen, besser als das Lighthouse Theater in Toronto (1987–1989). Das römische „Amphitheater“ samt Leuchtturm simuliert mit dem Bühnenbild auf der höchsten Erhebung am Ontariosee die historische Stadt. Eine Verschweißen mit der realen Stadt – wie es Rossi mit dem Leitbild des Amphitheaters von Arles im 18. Jahrhundert und von dem zum Platz gewordenen in Lucca in seinem Buch „Die Architektur der Stadt“ (deutsche Ausgabe von 1973 auf S. 55) propagierte (...jede neue Architektur habe sich in den Kontext der alten Stadt einzufügen.) – gelang aber nicht, weil die festungsartigen Wallanlagen des „Palastes der Purifikation“ des visionären Kollegen R.C. Harris unüberwindbar waren. Mit der „Water Filtration Plant“ war zudem ein Wahrzeichen der Stadt vorhanden, weshalb das Theaterchen inzwischen verschwunden, und in Publikationen kaum aufzufinden ist.
Die Betrachtung über die Theaterprojekte von Rossi eröffnet die Möglichkeit, sein Gesamtwerk als Einheit zu betrachten, dessen prägendes Element von Anbeginn aus der Inszenierung von Raum bestand. Bereits 1964 erschien ein Bericht über das Projekt von Aymonino und Rossi über den Wiederaufbau des Teatro Paganini in Parma, der 1966 erneut in Sipario Nr. 242, Seite 17 mit dem Titel: „Mein Projekt für das Theater in Parma“ auftauchte. Zu diesem Theaterprojekt an der Piazza della Pilotta erläutert Rossi selbst den Zusammenhang von Inszenierung und urbanem Leben: "Gehen Sie durch ein antikes Theater, bleiben Sie zu verschiedenen Stunden im Teatro Romano d’Orange oder gehen Sie durch ein leeres Theater aus dem 18. Jahrhundert, denken Sie nur zweitrangig an das Schauspiel. Das Theater kann die Gelegenheit für eine Aufführung bieten, aber es hat seine eigene architektonische Realität.
Wenn die Begegnung zwischen einem Regisseur oder einem Theatermann und einem Architekten glücklich ist, ist dieser Anlass glücklich. Aber die großen Epochen des Theaters bedurften dieser Begegnung nicht; das Theater war für immer da wie ein Denkmal, das griechische Theater war eine städtische Tatsache; es enthielt eine Stadt. . ."
Rossi, der eigentlich Filmregisseur werden wollte („Sein Hauptinteresse als Jugendlicher war das Kino“, Übersetzung aus: Biografische Notizen, in: „L`Architettura di Aldo Rossi“, Vittorio Savi, S. 281), sagte er habe den Architektenberuf gewählt, „weil die Baukunst „dem Kino am nächsten“ käme“. Das belegt die Bedeutung, welche der kollektive Kontext der Stadt für ihn hatte, um als Bühne für die individuelle architektonische Aufführung zu dienen und zeugt letztlich von der „glücklichen Begegnung“ des Regisseurs mit dem Architekten: “I could have been an architect, I could have been a doctor, what I really would have liked to be was a film director”.

## Privates
Er war mit der eingebürgerten Schweizer Schauspielerin Sonia Gessner (* 1938) verheiratet. Aus der Ehe stammen zwei Kinder (* 1966 und * 1968).

## Bauwerke
(Auswahl) Umfangreiche Auflistung in: Aldo Rossi fonds
- 1960 Villa ai Ronchi in Versilia mit Leonardo Ferrari[84]
- 1965 Partisanendenkmal in Segrate
- 1968–1973 Wohnblock Gallaratese in Mailand
- 1972–1976 Grundschule in Fagnano Olona
- 1971 gemeinsam mit Gianni Braghieri Sieger im Wettbewerb um die Gestaltung des Friedhofs San Cataldo bei Modena, der 1980 gebaut wird.
- 1979 Teatro del Mondo in Venedig
- 1983 Stadthalle in Borgoricco[85]
- 1983–1985 Stadtvilla (Haus 1) an der Rauchstraße, Berlin-Tiergarten[86]
- 1983–1988 Wohnbebauung Forellenwegsiedlung, Salzburg mit Ungers, Krier et al.
- 1983–1989 Teatro Carlo Felice in Genua, mit Ignazio Gardella, Fabio Reinhart und Angelo Sibilla
- 1984–1987 Bürogebäude Casa Aurora in Turin
- 1985–1988 Einkaufszentrum Centro Torri in Parma
- 1987 Lighthouse Theater, Toronto[87]
- 1987–1988 Wohn- und Geschäftshaus an der Kochstrasse/Wilhelmstraße in Berlin-Friedrichstadt
- 1987–1989 Hotelgebäude Il Palazzo in Fukuoka (Japan)
- 1988 Deutsches Historisches Museum im Spreebogen, Berlin, 1. Platz des Wettbewerbs, (nicht ausgeführt).[88]
- 1988–1991 Wohnquartier des ehemaligen Schlachthofgeländes („Slachthuisterrein“) in Laakhaven Den Haag mit Carel Weeber[89]
- 1989 Erweiterung des Friedhofs von Ponte Sestio Extension, Rozzano
- 1992–1995 Bonnefantenmuseum in Maastricht
- 1993 Technologiepark in Verbania, Lago Maggiore[90]
- 1993–1995 Villa Alessi in Suna di Verbania
- 1994–1997 Quartier Schützenstraße in Berlin
- 1997–2000 Cirque de Soleil-Haus, Berlin, (nicht ausgeführt).
- 1997–2004 Wiederaufbau des Gran Teatro La Fenice in Venedig[67]
- 2001 (postum) Scholastic Headquarters, New York City
- 2002 (postum) Holtzman Residence, Orchard Lake Village, Michigan[91]

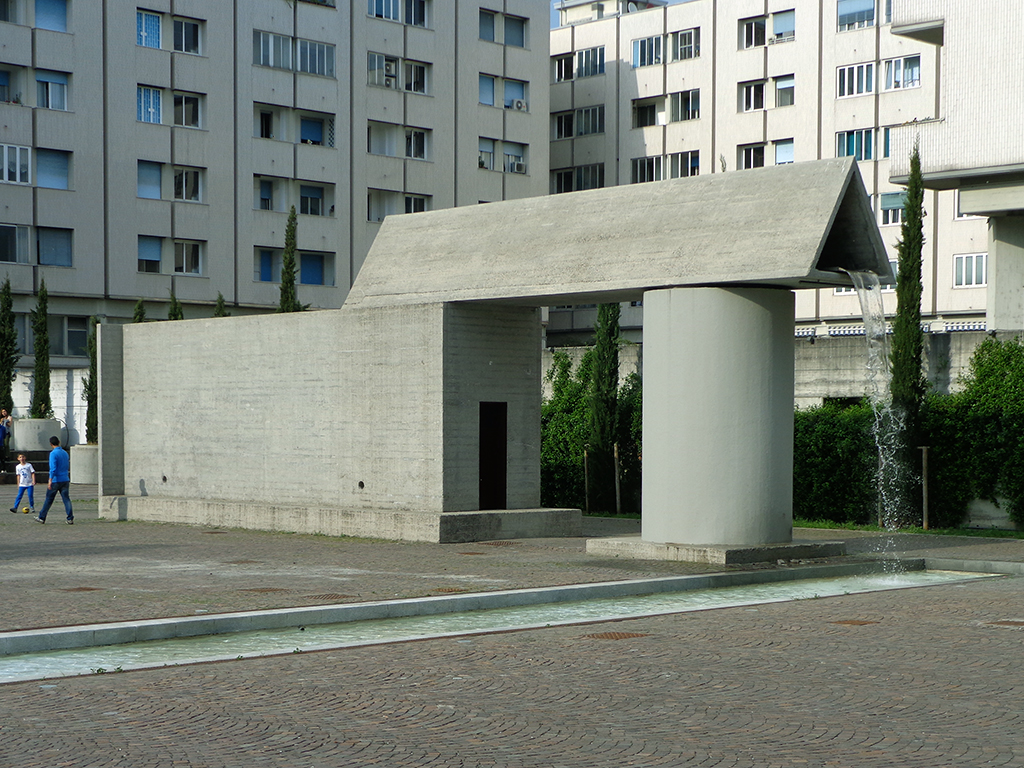
Partisanendenkmal und Rathausplatz in Segrate
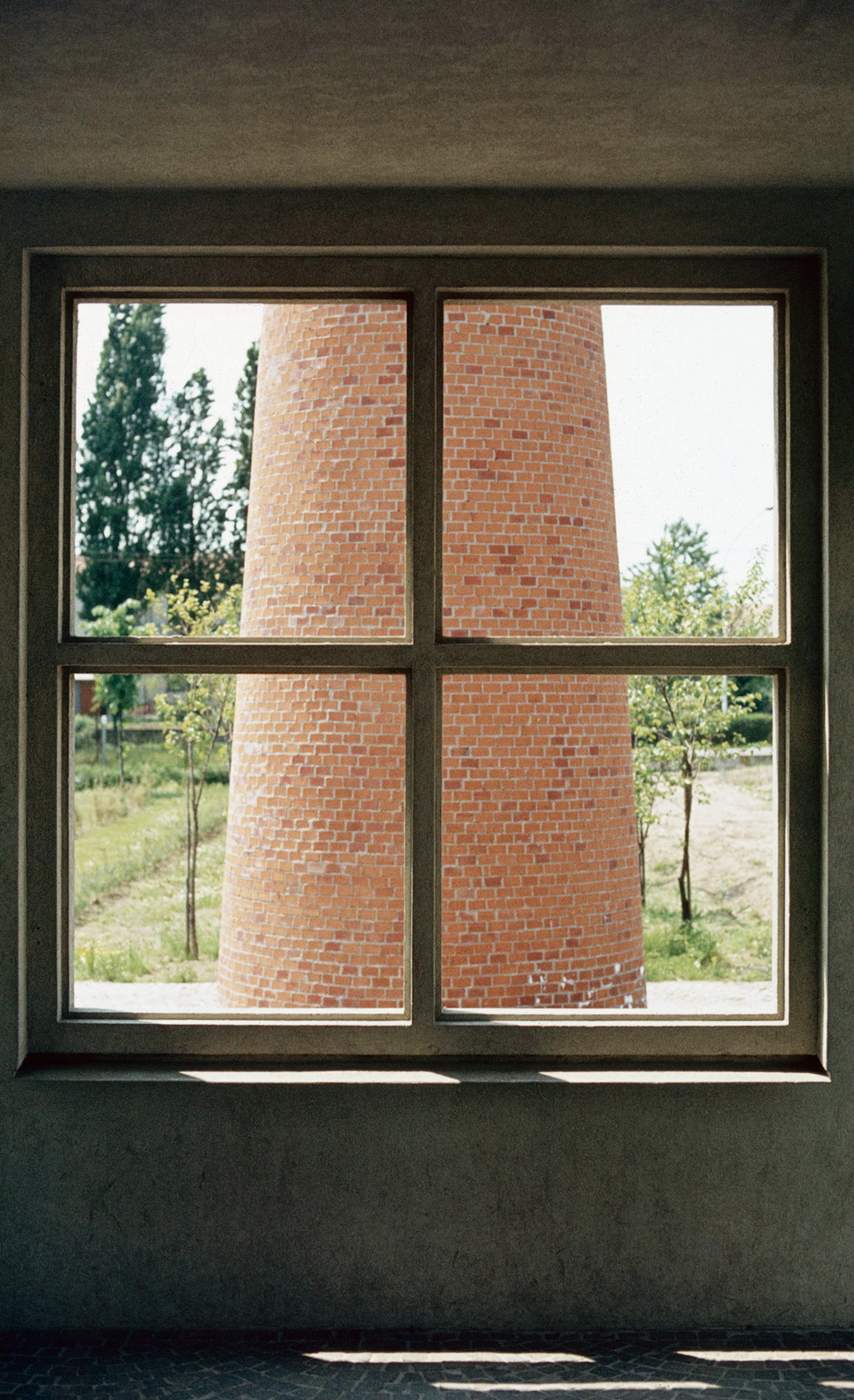
Schule in Fagnano Olona, Fenster des Pausenraums
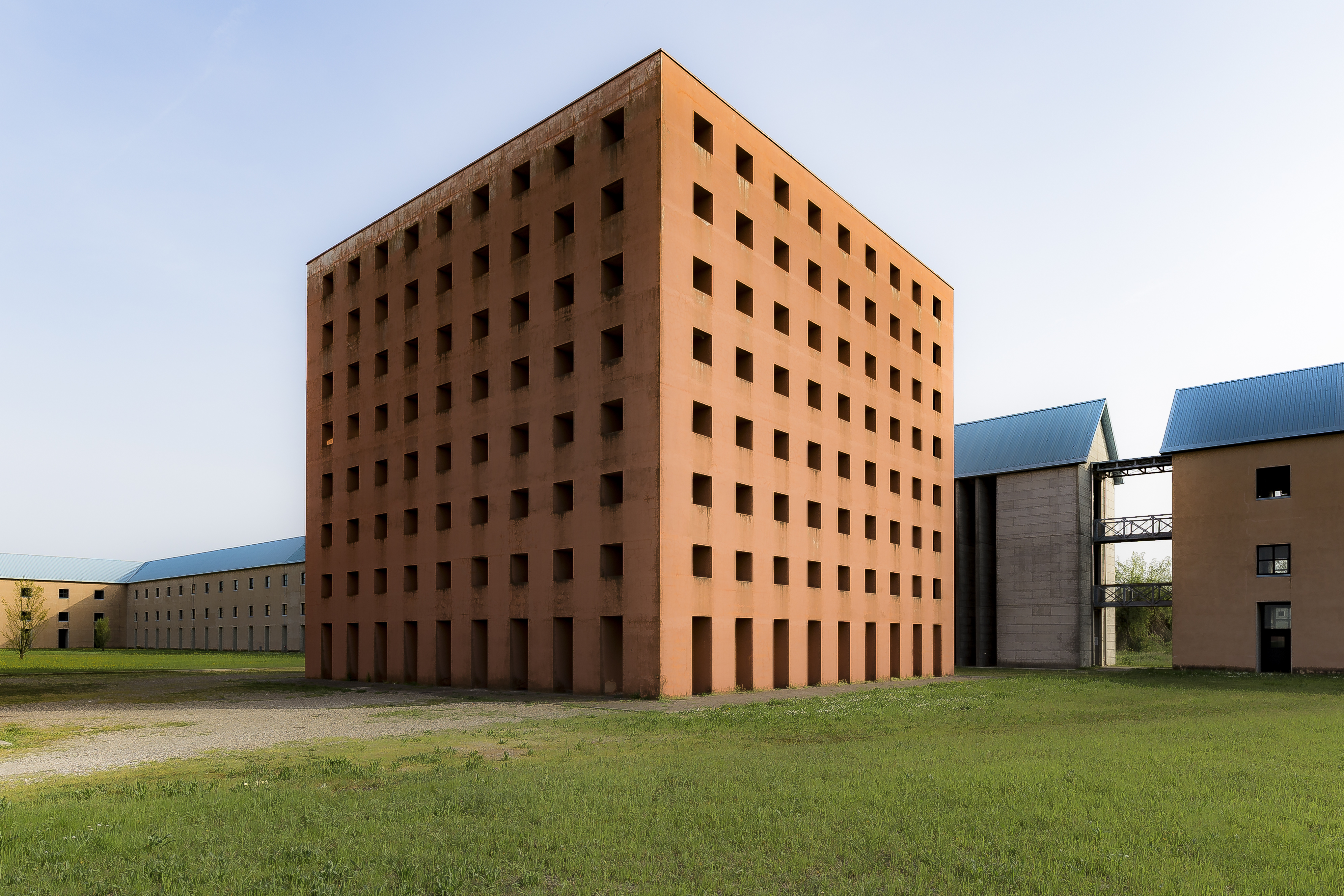
Friedhof San Cataldo
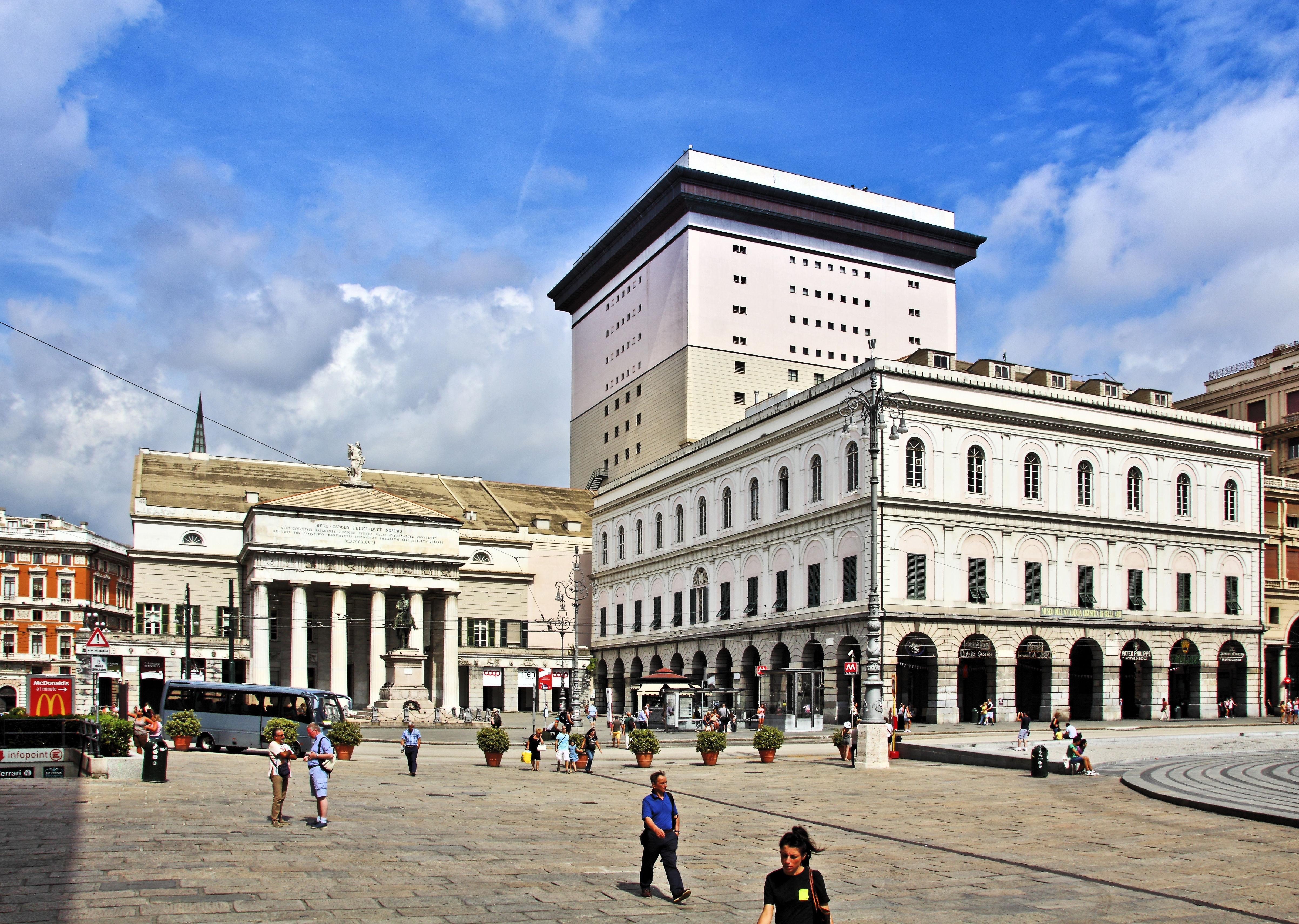
Teatro Carlo Felice, Genua
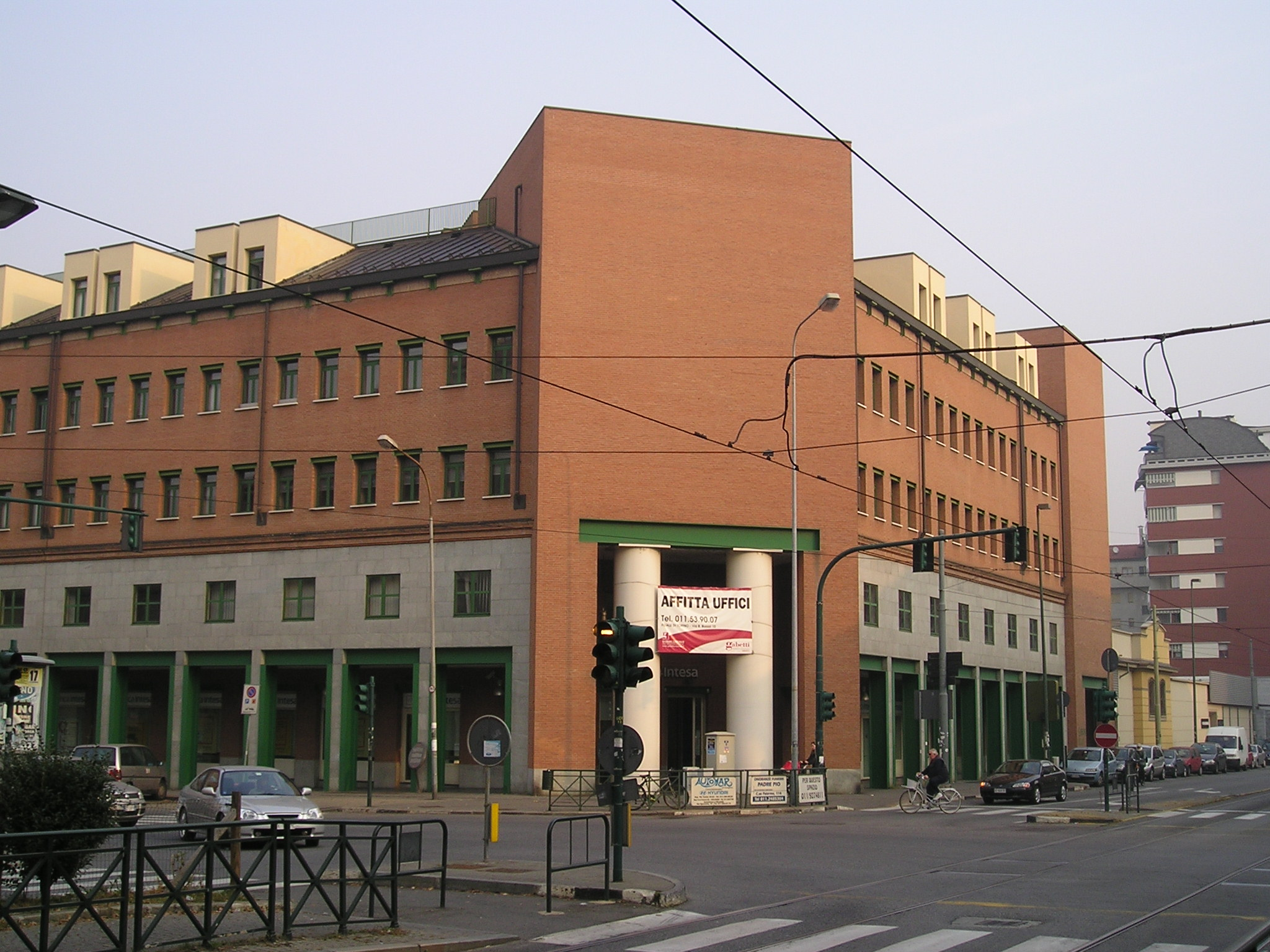
Casa Aurora in Turin
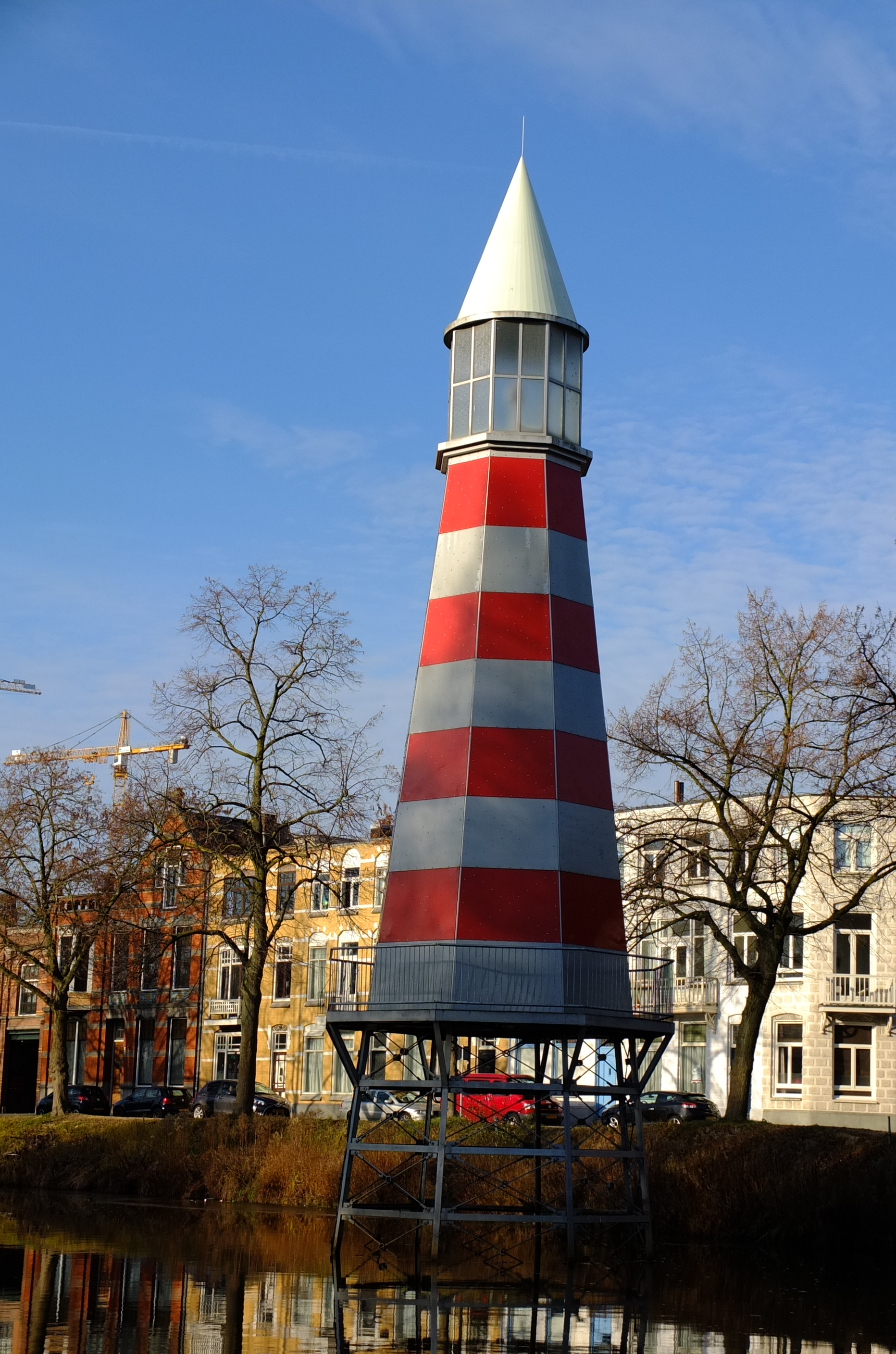
Leuchtturm-Skulptur, Akademieinsel Breda
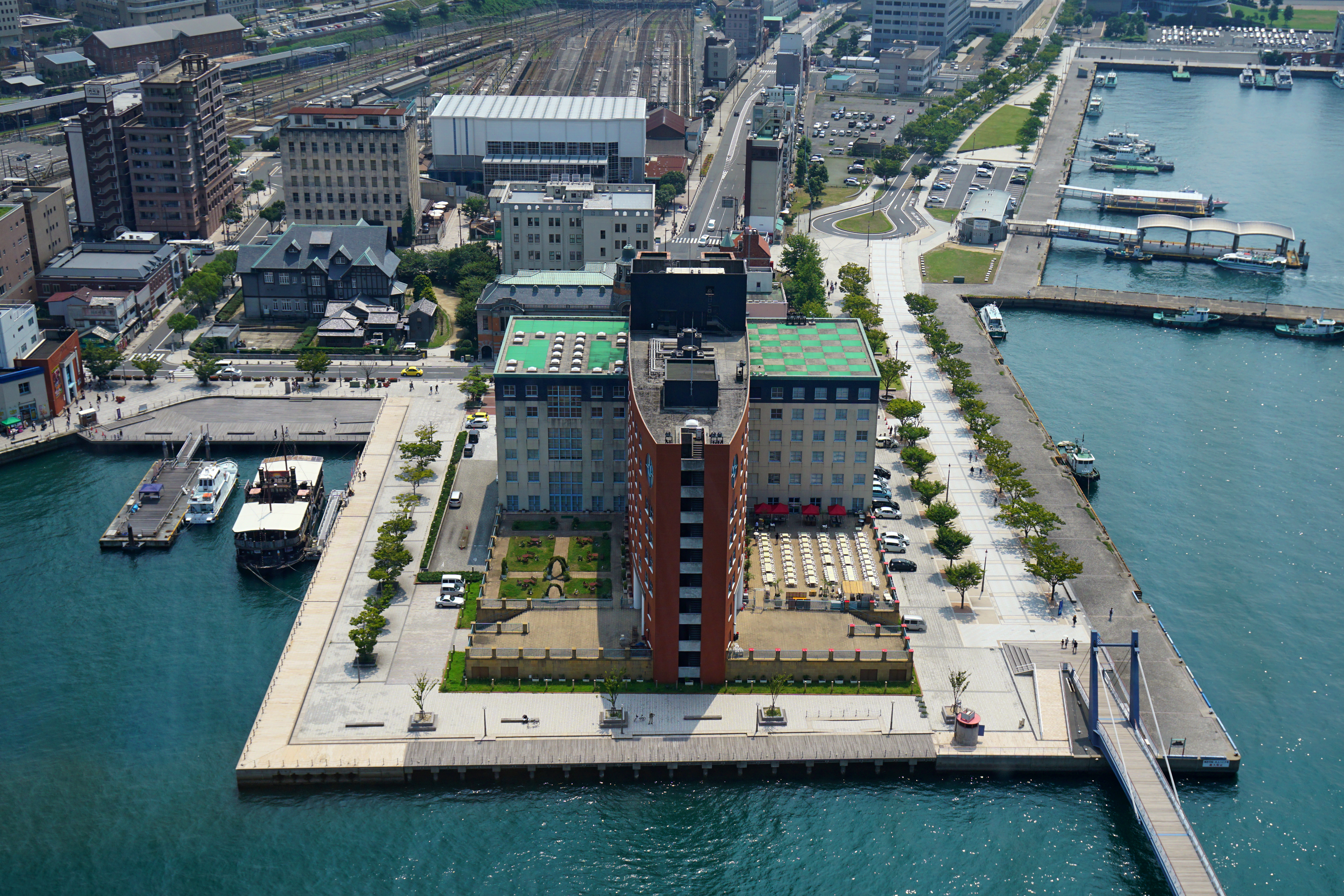
Mojiko Hotel, Fukuoka
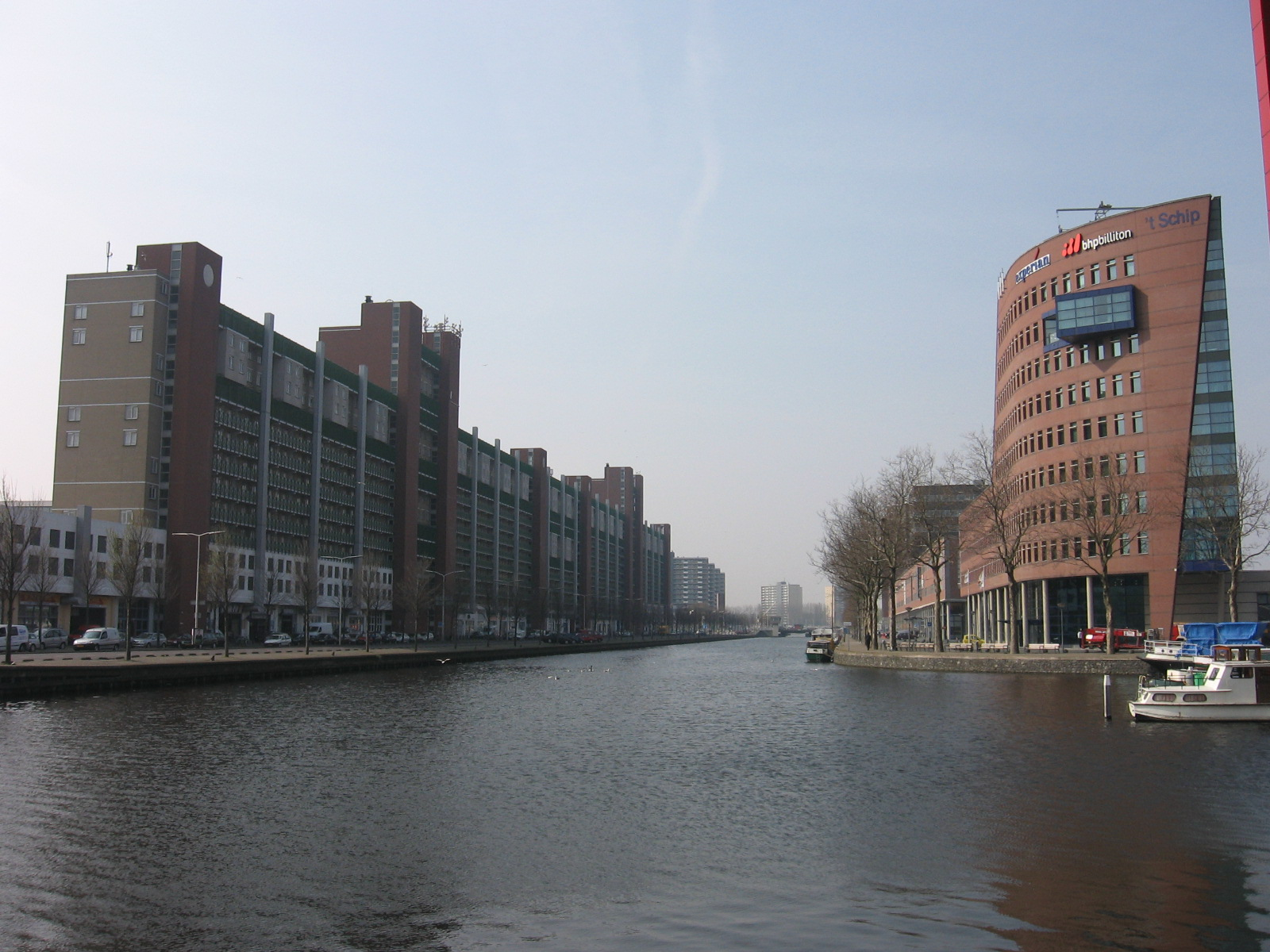
Wohnbebauung Neherkade, Laakhaven Den Haag (links)
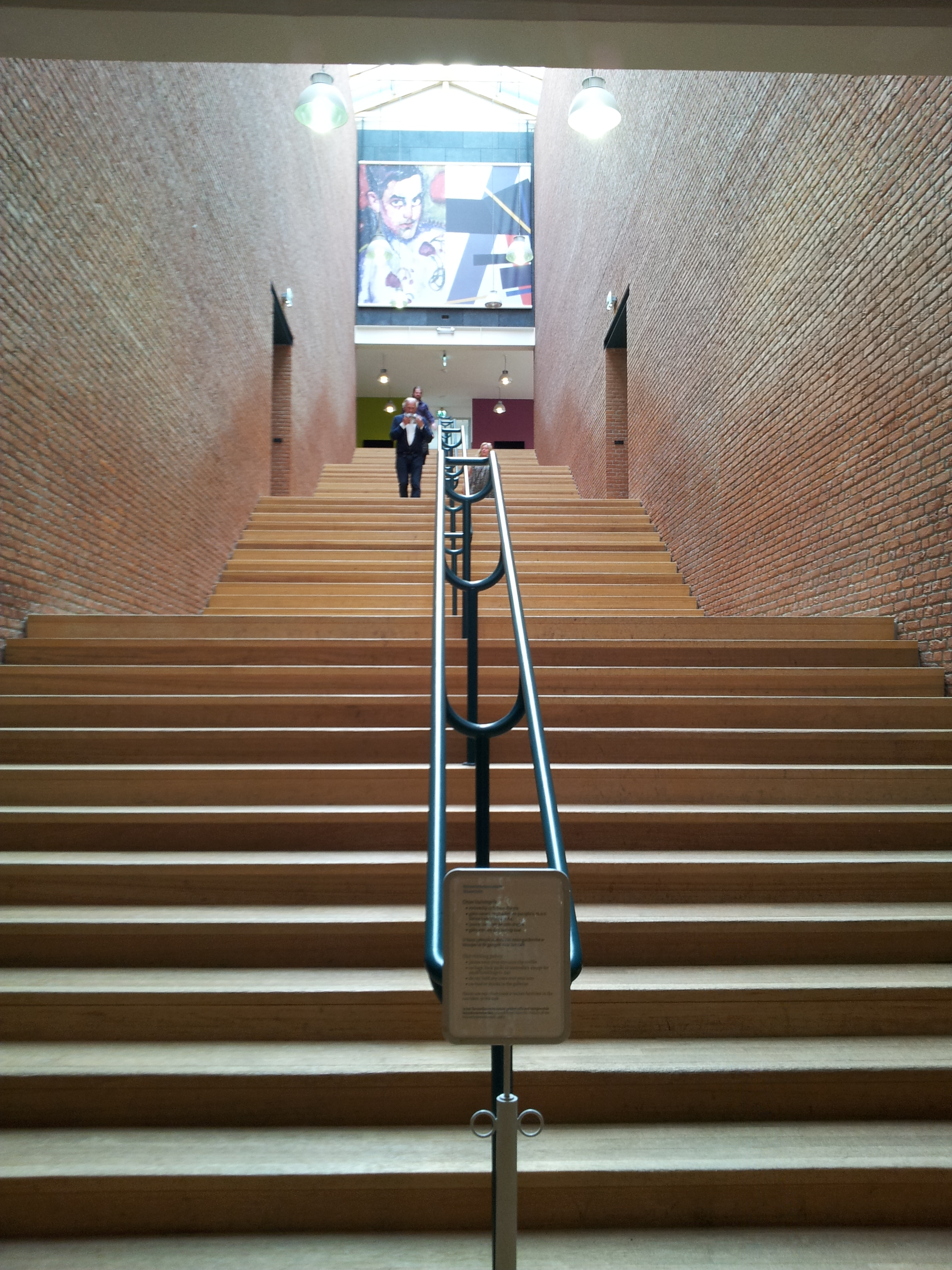
Treppe Bonnefantenmuseum, Maastricht
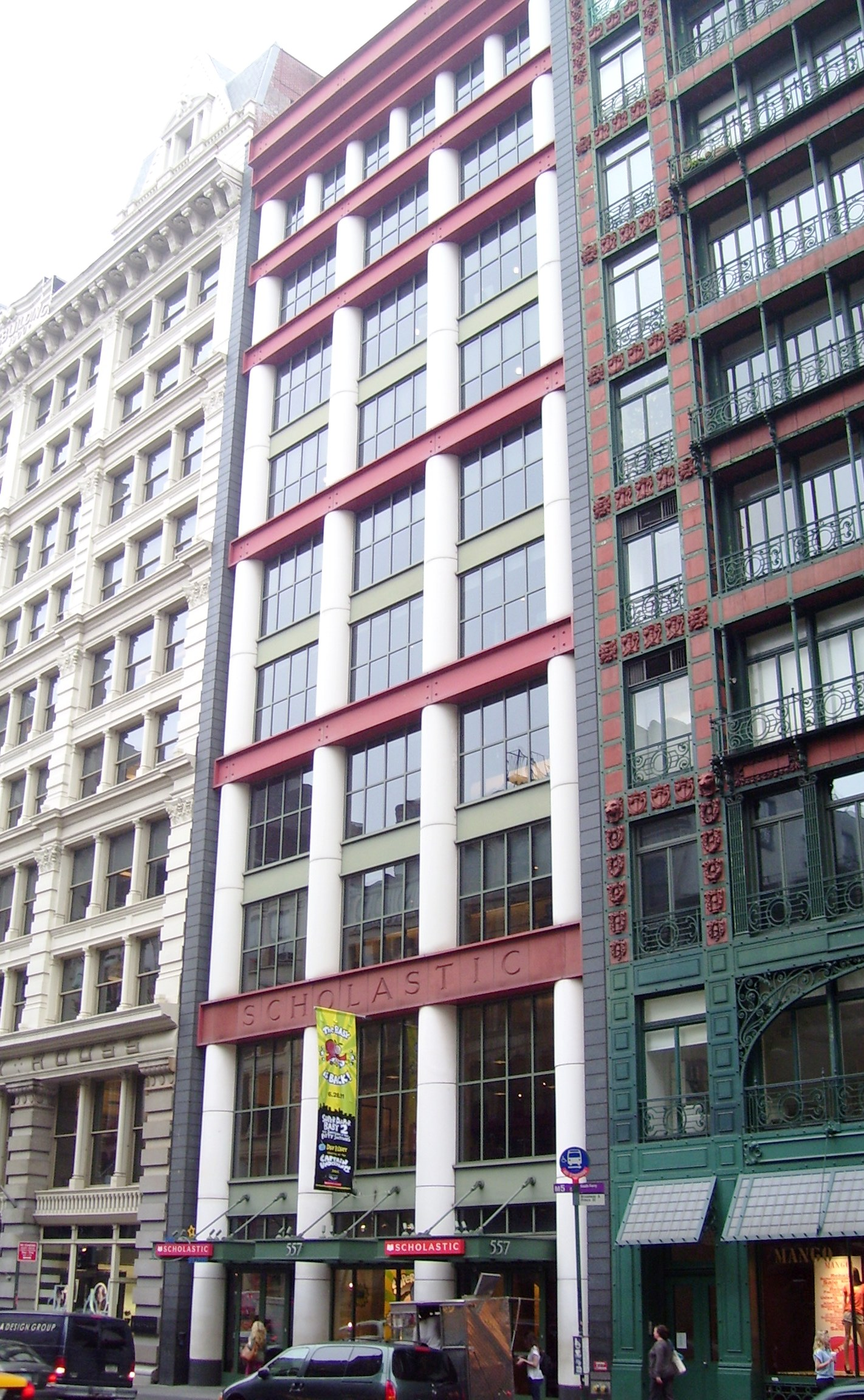
Scholastic Building, New York City

## Theoretische Veröffentlichungen
(Auswahl)
- 1966 L'architettura della città. Padova, 1966, deutsch: Die Architektur der Stadt. Skizze zu einer grundlegenden Theorie des Urbanen (Bauwelt Fundamente; 41), Düsseldorf 1973.
- 1973 Architettura razionale.
- 1975 Scritti scelti sull'architettura e la città. 1956–1972.
- 1976 La città analoga.
- 1978 Die venedischen Städte, mit Beiträgen von Marino Narpozzi, Giulio Dubbini, Aldo de Poli. ETH Zürich, Lehrstuhl für Geschichte des Städtebaus, Paul Hofer, Mai 1978
- 1981 Autobiografia scientifica (Wissenschaftliche Selbstbiographie).
- 1982 The Architecture of the City, MIT Press, Cambridge, Massachusetts/London (ab 1984 ISBN 0-262-68043-2).
- 1988 Die Architektur der Stadt,[92] in: „Leseheft 1“, vollständige Kopie der ersten deutschen Ausgabe von 1973, Hrsg.: Ueli Zbinden, Fakultät für Architektur, TU München, Dezember 1998